# Grambois
Grambois település Franciaországban, Vaucluse megyében. Lakosainak száma 1204 fő (2022. január 1.). Grambois La Bastide-des-Jourdans, Beaumont-de-Pertuis, Mirabeau, Peypin-d’Aigues, Saint-Martin-de-la-Brasque, La Tour-d’Aigues és Vitrolles-en-Luberon községekkel határos.

## Népesség
A település népességének változása:
| Lakosok száma | 1199 | 1252 | 1289 | 1251 | 1239 | 1226 | 1225 | 1214 | 1204 |
|               | 2013 | 2015 | 2016 | 2017 | 2018 | 2019 | 2020 | 2021 | 2022 |